# Carthago, Sudan
Carthago (tiếng Ả Rập: كارثاغو) là một thị trấn ở bang Biển Đỏ, miền đông bắc Sudan.

## Giao thông
Thị trấn được phục vụ bởi Sân bay Carthago.